# مؤسسة الحقوق الفردية في التعليم
مؤسسة الحقوق الفردية في التعليم هي مجموعة غير هادفة للربح وغير حزبية للحريات المدنية تأسست عام 1999 وتركز على حماية حقوق حرية التعبير في حرم الجامعات في الولايات المتحدة. يقع المقر الرئيسي لفاير في فيلادلفيا، بنسيلفانيا، ولها مكتب آخر في واشنطن العاصمة.

## التاريخ
شارك في تأسيس فاير آلان تشارلز كورس وهارفي سيلفرجلات الذين كانا مديرين مشتركين لفاير حتى عام 2004. عمل سيلفرجلات في مجلس إدارة الاتحاد الأمريكي للحريات المدنية (إيه سي إل يو) في ماساتشوستس. تأسست المنظمة على وجه التحديد لتكون غير أيديولوجية وغير حزبية. شغل كورس منصب أول مدير ورئيس مجلس إدارة لفاير. كان ثور هالفورسن أول مدير تنفيذي لها، ثم الرئيس التنفيذي لاحقًا.
تتألف فاير من أساتذة وخبراء في السياسة ومثقفين من الطيف السياسي. يضم مجلس إدارتها محافظين وليبراليين وليبرتاريون. تلقت فاير تمويلًا من مؤسسة برادلي، ومؤسسة سارة سكيف، ومعهد تشارلز كوخ، وهي منظمات تدعم بشكل أساسي القضايا المحافظة.

## القيادة
شغل جريج لوكيانوف منصب الرئيس والمدير العام لفاير، بينما شغل روبرت شيبلي منصب المدير التنفيذي. نيكو بيرينو هو نائب رئيس الاتصالات في فاير. شارك لوكيانوف في تأليف كتاب نيويورك تايمز الأكثر مبيعًا «تدليل العقل الأمريكي» مع أستاذ جامعة نيويورك جوناثان هايدت، بحجة أن القبلية في حرم الجامعات هي «مشكلة خطيرة للغاية لأي ديمقراطية». إيرا غلاسر، المدير التنفيذي السابق للاتحاد الأمريكي للحريات المدنية (إيه سي إل يو)، يعمل في المجلس الاستشاري لفاير. رئيسة إيه سي إل يو السابقة نادين ستروسن هي أيضًا عضوة في المجلس الاستشاري.

## المهمة
فاير هي مدافعة عن التعديل الأول في حرم الجامعات، لتعزيز حقوق حرية التعبير في الأوساط الأكاديمية. ترفع المجموعة دعاوى قضائية ضد الكليات والجامعات ترى أنها تقيد من حقوق الطلاب والأساتذة. يتحدى «مشروع التقاضي» لمجموعة فاير ترميز الكلام التي يعتبرها غير دستورية.
وفقا لصحفية في نيويورك تايمز سيسيليا كابوزي سيمون، «هناك مجموعات أخرى تقاتل من أجل حقوق التعديل الأول في الحرم الجامعي، لكن ليس هناك مجموعات صاخبة – أو ملحة – مثل فاير». أشارت التايمز أيضًا إلى فاير على أنها «مصدر إزعاج مألوف لمسؤولي الكلية».

## مجالات السياسة

### ترميز الكلام
تعارض فاير ترميز الكلام في الحرم الجامعي. في أبريل 2007، انتقد جون بي غولد، وهو مؤلف وعضو هيئة تدريس بجامعة جورج ماسون، أساليب تصنيف فاير، مدعيًا أن فاير بالغت بشكل صارخ في انتشار ترميز الكلام غير الدستوري.
كتب أستاذ القانون تيموثي زيك في كتابه الكلام خارج الأبواب: الحفاظ على الحريات المعدلة الأولى في الأماكن العامة (مطبعة جامعة كامبريدج، 2008) «يرجع ذلك إلى حد كبير إلى مقاضاة [فاير] وجهود الدعوة الأخرى، سُلط الضوء على سياسات تقسيم المناطق المعبرة في الحرم الجامعي وتغييرها، وفي عدد من الحالات أُلغيت».